# Teknikåret 1994

## Händelser

### April
- April – Netscape grundas [1].
- 29 april – Commodore försätter sig i konkurs.

### Maj
- Maj - Apple slutar tillverka persondatorn Color Classic.[2]

### Juni
- 17 juni - Thomsons, under varumärket RCA, system DSS (Digital Satellite Service) blir första small-dish-satellitsystem på marknaden, då det först ut blir tillgängligt i Jackson i Mississippi, USA.[3]

### December
- 24 december - Mobiltelefonen är "årets julklapp" i Sverige [4].

### Okänt datum
- GPS sätts i drift
- Yahoo grundas [1].

## Avlidna
- 11 juli – Gary Kildall (datorutvecklare)
- 12 september – Boris Jegorov (kosmonaut)
- 12 december – Stuart Roosa (astronaut)